# Portugal Moderno
Portugal Moderno foi um jornal que circulou no Rio de Janeiro entre 1899 e, possivelmente, 1913.
O semanário teve como proposta principal a defesa intransigente dos direitos dos portugueses no Brasil e a tentativa de integração entre as nações. 
A partir de 1910 o jornal conta com a colaboração de Ana de Castro Osório (1872-1935), reconhecida feminista portuguesa.